# Titta Ruffo
Titta Ruffo, (Pisa, 9 de juny de 1877 - Florència, 5 de juliol de 1953), va ser un cantant d'òpera italià amb veu de baríton, considerat com el més gran de la seua generació. Va ser conegut amb el sobrenom de "Voce del leone" ("veu de lleó"), sent cèlebre per la seua enorme veu, les seues vibrants notes agudes i la seua força dramàtica sobre l'escenari.

## Vida i carrera
Va nàixer a Pisa, fill d'un enginyer, com Ruffo Titta (posteriorment va alterar l'ordre de nom i cognom per al seu nom artístic). Va estudiar cant amb diversos mestres, tot i que pot ser considerat com un autodidacte. Va debutar l'any 1898 al Teatro Constanzi de Roma com l'Herald en Lohengrin de Wagner. Després d'un difícil i lent començament, la seua carrera es va disparar a principis dels anys 1900, i ràpidament va adquirir reconeixement internacional. Va debutar a Londres l'any 1903, a Milà l'any 1904, a Lisboa el 1907, a Buenos Aires el 1908 i a l'Òpera de París el 1911. El seu debut a Nord-amèrica va tenir lloc a Filadèlfia l'any 1912 i va actuar sovint a Chicago. Va fer el seu debut al Metropolitan Opera de Nova York relativament tard, l'any 1922 com Fígaro en El barber de Sevilla de Rossini. Entre 1922 i 1929 va actuar 46 vegades al Metropolitan, diverses d'aquestes al costat de la soprano espanyola Ángeles Ottein.
Ruffo no va ser mai un baríton arrelat a una determinada companyia d'òpera; va ser una vertadera estrella en el seu més acurat sentit, atenyent els millors papers - i les més elevades remuneracions - cantara on cantara. Va ser l'únic cantant home de la seua generació en poder-se comparar, quant a celebritat i remuneració econòmica, amb el cèlebre Caruso. Sorprenentment, no van cantar plegats massa sovint. S'han adduït tres possibles explicacions a aquest fet: primera, que cap dels dos desitjara compartir la glòria amb l'altre; segona, que els teatres d'òpera no foren capaços en general de fer front a les exorbitants tarifes d'ambdós cantants alhora, especialment si calia comptar també amb una soprano estel·lar; tercera (Farkas 1984), d'acord amb les crítiques de les seues actuacions conjuntes en els periòdics de l'època, Ruffo sempre feia ombra a Caruso!
Caruso i Ruffo van deixar dos enregistraments conjunts en estudi. Dissortadament només un d'ells ha sobreviscut, el duet "Sì, pel ciel" d'Otello. Aquest enregistrament és considerat pels melòmans més entesos com el millor enregistrament vocal de la història. Entre altres gestes vocals, Ruffo, com cap d'altre Iago en la història de la fonografia, domina un increïble estil vocal declamatori des de principi a fi. Caruso, per la seua banda, fa front al repte, i el resultat és un enregistrament fins ara no igualat en el disc.
Potser la força vocal de Ruffo no era massa adequada per a la longevitat vocal, i la seua veu va començar el declivi relativament aviat. Cal no oblidar que Ruffo va ser allistat per a participar en la Primera Guerra Mundial. Potser això va contribuir a aquest declivi. Des de finals de la dècada del 1910, la seua veu va començar a adquirir una creixent sonoritat buida i metàl·lica, encara bastant punyent però amb la pèrdua de la qualitat vocal. El volum va romandre intacte però la prèvia riquesa va desaparèixer, d'aquesta manera el resultat continuava impressionant però sense l'anterir i característica bellesa. Potser l'origen del primerenc declivi vocal de Ruffo cal trobar-lo en la seua formació autodidacta. Ell mateix ho va reconèixer, refusant dedicar-se a l'ensenyament després de la seua retirada, afirmant: « Mai no vaig saber com cantar; perquè de sobte em vaig trobar amb aquesta veu a l'edat de quinze anys. No tinc cap dret a capitalitzar-la sobre el meu nom i reputació i intentar ensenyar als més joves quelcom que jo mateix no sé. » No obstant això, crítiques contemporànies de les seues actuacions a Nord-amèrica l'any 1912 (Tuggle 1983), destaquen la mestria i economia de recursos vocals en l'emissió sonora. Per tot això, les raons exactes del declivi vocal de Ruffo romanen encara desconegudes.
Es va retirar l'any 1931, fixant la seua residència en Suïssa i París. Va escriure una autobiografia: La mia parabola (La meua paràbola), que mostra un Ruffo intel·ligent, amb les idees molt clares i auto-suficient. L'any 1937 va tornar a Itàlia, on va ser arrestat per la seua oposició al règim feixista.
Va morir a Florència d'una malaltia de cor l'any 1953.

## Repertori
El repertori de Titta Ruffo va incloure la major part dels papers de baríton de l'òpera italiana i francesa, incloent-hi: Rigoletto, Di Luna en Il trovatore, Amonasro en Aida, Germont en La Traviata, Fígaro en El barber de Sevilla, Iago, Carlo en Ernani, Don Giovanni, Barnaba en La Gioconda i Renato en Un ballo in maschera. També va ser reconegut com un excel·lent intèrpret d'òperes pràcticament oblidades avui dia, com ara els papers protagonistes de Hamlet d'Ambroise Thomas i Cristoforo Colombo d'Alberto Franchetti, Cascart en Zazà de Ruggero Leoncavallo i Neri en La Cena delle Beffe d'Ermanno Wolf-Ferrari. Els seus papers estel·lars van ser Rigoletto i Hamlet, i les actuacions al costat de la contralt Gabriella Besanzoni dirigides per Arturo Toscanini.

## Veu
La veu de Ruffo era un enorme instrument, amb una punyent ressonància i un ric i excepcionalment brillant registre agut. La seua veu va ser comparada de vegades amb el bronze brunyit, a causa de les seues sonoritats metàl·liques. En el registre mitjà el color era més fosc i les notes baixes eren febles i no posseïen la ressonància de les més agudes. En conjunt, la seua veu era acolorida i polièdrica.
Com el seu compatriota, el tenor Enrico Caruso, Ruffo va representar un nou estil de cant en el qual la intensitat i la força declamatòria van reemplaçar i eclipsar la preponderància que prèviament es donava a la gràcia i subtilesa vocal. Malgrat la seua gran popularitat, l'estil de Ruffo no va ser acceptat universalment i alguns crítics el van confrontar sovint a l'estil del gran baríton líric Mattia Battistini. Els detractors de Ruffo el van acusar d'udolar més que cantar, i de tractar d'impressionar l'audiència amb la seua brillant emissió sonora. No obstant això, els seus enregistraments el mostren com un baríton capaç d'una gran subtilesa i refinament.
Altres barítons, fins i tot els més grans, estan en deute amb la veu de Ruffo: Giuseppe De Luca, una vertadera estrella del cant, va dir de Ruffo, « No era una veu, era un miracle »; i Victor Maurel, el creador dels papers de Iago (Otello) i Falstaff, de Verdi, va dir que les notes agudes de Ruffo eres els sons més gloriosos de baríton que mai havia escoltat.

## Enregistraments
Ruffo va ser prolífic en la seua producció discogràfica, fent més de 130 enregistraments, acústics i elèctrics, primer per a Pathé Frères a París l'any 1904, i posteriorment, a partir de 1907, en exclusiva per a Victor (la Gramophone Company) a Anglaterra. Com en el cas d'Enrico Caruso, la veu de Ruffo donava un excel·lent resultat en els enregistraments. Era tan rica i ressonant que fins i tot en els primitius enregistraments acústics roman excel·lent. Va continuar enregistrant, ja amb tecnologia elèctrica, a partir de 1925, però molts d'aquests discos tardans deceben a l'oient, en comparació amb els primers. Va fer dos impactants enregistraments del Brindisi de Hamlet (1907 i 1911), demostrant en la cadenza el seu espectacular control de la respiració. Però el millor dels seus enregistraments és el fragment sense acompanyament "All'erta, marinar!", de L'Africaine de Giacomo Meyerbeer, que mostra la seua ressonància sobrehumana i la brillantor del seu registre agut.